# Världsmästerskapen i orientering 2004
Världsmästerskapen i orientering 2004 hölls den 11-19 september 2004 i Västerås i Sverige. 2004 övergick man till att hålla världsmästerskapen i orientering varje år.

## Medaljörer

### Herrar

#### Långdistans
1. Norge Bjørnar Valstad, 1.45.25
2. Sverige Mattias Karlsson, 1.45.57
3. Norge Holger Hott Johansen, 1.47.00

#### Medeldistans
1. Frankrike Thierry Gueorgiou, 32.45,9
2. Ryssland Valentin Novikov, 33.07,1
3. Norge Anders Nordberg, 33.12,3

#### Sprint
1. Sverige Niclas Jonasson, 13.06,5
2. Sverige Håkan Eriksson,  och  Ukraina Juryj Omeltjenko, 13.09,0

#### Stafett
1. Norge (Bjørnar Valstad, Øystein Kristiansen, Jørgen Rostrup) 2.08.08,5
2. Ryssland (Michail Mamlejev, Andrej Chramov, Valentin Novikov) 2.08.12,5
3. Sverige (Mattias Karlsson, Emil Wingstedt, Niclas Jonasson) 2.08.13,4

### Damer

#### Långdistans
1. Sverige Karolina A Höjsgaard, 1.22.25
2. Norge Hanne Staff, 1.23.26
3. Finland Marika Mikkola, 1.23.51

#### Medeldistans
1. Norge Hanne Staff, 33.03,1
2. Ryssland Tatiana Ryabkina, 33.14,9
3. Finland Heli Jukkola, 33.30,3

#### Sprint
1. Schweiz Simone Niggli-Luder, 12.32,2
2. Sverige Karolina A Höjsgaard, 13.01,1
3. Norge Elisabeth Ingvaldsen, 13.19,5

#### Stafett
1. Sverige (Gunilla Svärd, Jenny Johansson och Karolina A. Højsgaard) 1.53.41,0
2. Finland (Marika Mikkola, Minna Kauppi, Heli Jukkola) 1.53.43,4
3. Norge (Birgitte Husebye, Elisabeth Ingvaldsen, Hanne Staff) 1.55.34,6